# 149 Meduza
149 Meduza (mednarodno ime 149 Medusa) je velik in zelo temen asteroid tipa S v glavnem asteroidnem pasu. 

## Odkritje
Asteroid je odkril francoski astronom Henri Joseph Perrotin (1845 – 1904) 21. septembra 1875 .
Poimenovan je po gorgoni Meduzi iz grške mitologije.
Ko je bil asteroid odkrit, je bil med najmanjšimi znanimi asteoridi (čeprav tega takrat niso vedeli). Takrat je bil tudi Soncu najbližji znani asteroid. To je tudi ostal vse do odkritja asteroidov 433 Eros in 434 Madžarska v letu 1898. Takrat je to pripeljalo do odkritja dveh novih družin asteroidov, ki so pred Kirkwoodovo vrzeljo 4 : 1. 

## Lastnosti
Asteroid Meduza obkroži Sonce v 3,21 letih. Njegova tirnica ima izsrednost 0,065, nagnjena pa je za 0,937° proti ekliptiki. Njegov premer je 19,7 km, okoli svoje osi pa se zavrti v 26 h .